# کارلو پرتی
کارلو پرتی (انگلیسی: Carlo Peretti; ۵ مارس ۱۹۳۰ – ۱ ژوئن ۲۰۱۸) بازیکن واترپلو اهل ایتالیا بود.